# لاتویا لندن
لاتویا لندن (انگلیسی: LaToya London؛ زادهٔ ۲۹ دسامبر ۱۹۷۸) موسیقی‌دان اهل ایالات متحده آمریکا است. وی از سال ۲۰۰۴ میلادی تاکنون مشغول فعالیت بوده است.